# San Diego el Grande
San Diego el Grande es una localidad del estado mexicano de Guanajuato. Es parte del municipio de Silao de la Victoria.

## Toponimia
El nombre «San Diego» hace referencia al santo patrono de la localidad: Diego de Alcalá.

## Demografía
| Gráfica de evolución demográfica |
|                                  |

| Censo | Población |
| ----- | --------- |
| 1900  | 453       |
| 1910  | 304       |
| 1921  | 217       |
| 1930  | 187       |
| 1940  | 123       |
| 1950  | 264       |
| 1960  | 341       |
| 1970  | 234       |
| 1980  | 391       |
| 1990  | 798       |
| 2000  | 1 069     |
| 2010  | 1 407     |
| 2020  | 1 573     |